# 가라스마역
가라스마역(일본어: 烏丸駅, からすまえき)은 일본 교토부 교토시 시모교구에 있는 한큐 전철 교토 본선의 역이다. 역 번호는 HK-85이다.

## 개요
시조카라스마 사거리의 직하부에 위치한다. 교토 시영 지하철 가라스마선의 시조역과 근접하여, 두 역을 환승하는 승객이 많아 전 영업 열차가 정차한다. 교토 시영 지하철 역과 역명이 다른 것은 한큐 교토 선이 시조도리변의 "조"를 줄이는 것에 대한 지하철 가라스마선이 가라스마도리변에 "가라스마"를 줄였기 때문이다. 또한, 9300계・7300계에 탑재되어 있는 LCD의 환승 안내에서는, 가라스마선은 하늘색지 백자에서 표시된다(본 노선의 공식 라인 컬러는 녹색).
동쪽의 교토카와라마치역은 바로 위를 달리는 시조도리 밑을 관통하고 지하도에서 연결되어 도보 10분이면 도달할 수 있다(두 역 사이 영업 거리는 0.9 km).

## 역사
- 1963년 6월 17일: 교토 본선의 오미야 ~ 가와라마치역 구간 연장 개통으로 영업 개시.
- 1983년 6월 1일: 동서 연결 지하도 공사로 인하여 동쪽 개집표기 폐쇄.
- 1984년
  - 10월 1일: 동쪽 개집표기 공용 재개.
  - 10월 27일: 동서 연결 지하도 준공.
- 1985년 4월 1일: 급행 10량 운행 대응에 따라 승강장 연장 공사 완성[1].
- 2013년 12월 21일: 역 번호 도입.

## 역 구조
섬식 승강장 1면 2선의 지하역이다. 분기기, 절대 신호를 갖지 않아 정류장으로 분류된다. 이로 인하여, 본 역에서 완급 접속 또는 회송은 못한다.
개집표기는 동서의 2개소가 설치되었고, 서쪽 개집표기는 시조카라스마 교차로 바로 밑에 있어서 지하철 시조역은 서쪽 개집표기 쪽이 가깝다. 시조히가시토인도리 지하에 있는 동쪽 개집표기는 무인 상태인 경우가 많다.
서쪽 개집표기와 승강장 사이는 계단 외 엘리베이터와 에스컬레이터에서 연결된다. 동쪽 개집표기와 승강장 사이는 계단 뿐이다.
화장실은 승강장의 오사카우메다 방향에 있다. 오스토 메이트 대응의 다기능 타입도 설치되어 있다.

### 승강장
| 번호 | 노선        | 방향 | 행선                                                                    |
| ---- | ----------- | ---- | ----------------------------------------------------------------------- |
| 1    | ■ 교토 본선 | 상행 | 교토카와라마치 방면                                                     |
| 2    | ■ 교토 본선 | 하행 | 오사카우메다・아와지・덴가차야・기타센리・고베산노미야・다카라즈카 방면 |

## 역 주변
- 교토 시영 가라스마 주차장
- 교토 은행 본점
- 이케노보 단기대학・이케노보 문화 학원
- 간다이진 신사
- 시모교 경찰서
- COCON KARASUMA
  - 교토 시네마
  - α-STATION(FM 교토)
- 교토 중앙 신용 금고 본점
- 노무라 증권 교토 지점
- 미쓰이 스미토모 은행 교토 지점
- 다이마루 교토점
- 교토 히가시노토인 우체국
- 미쓰비시도쿄UFJ은행 교토 지점(교토 다이아몬드 빌딩)
- 도큐 핸즈 교토점

## 사진

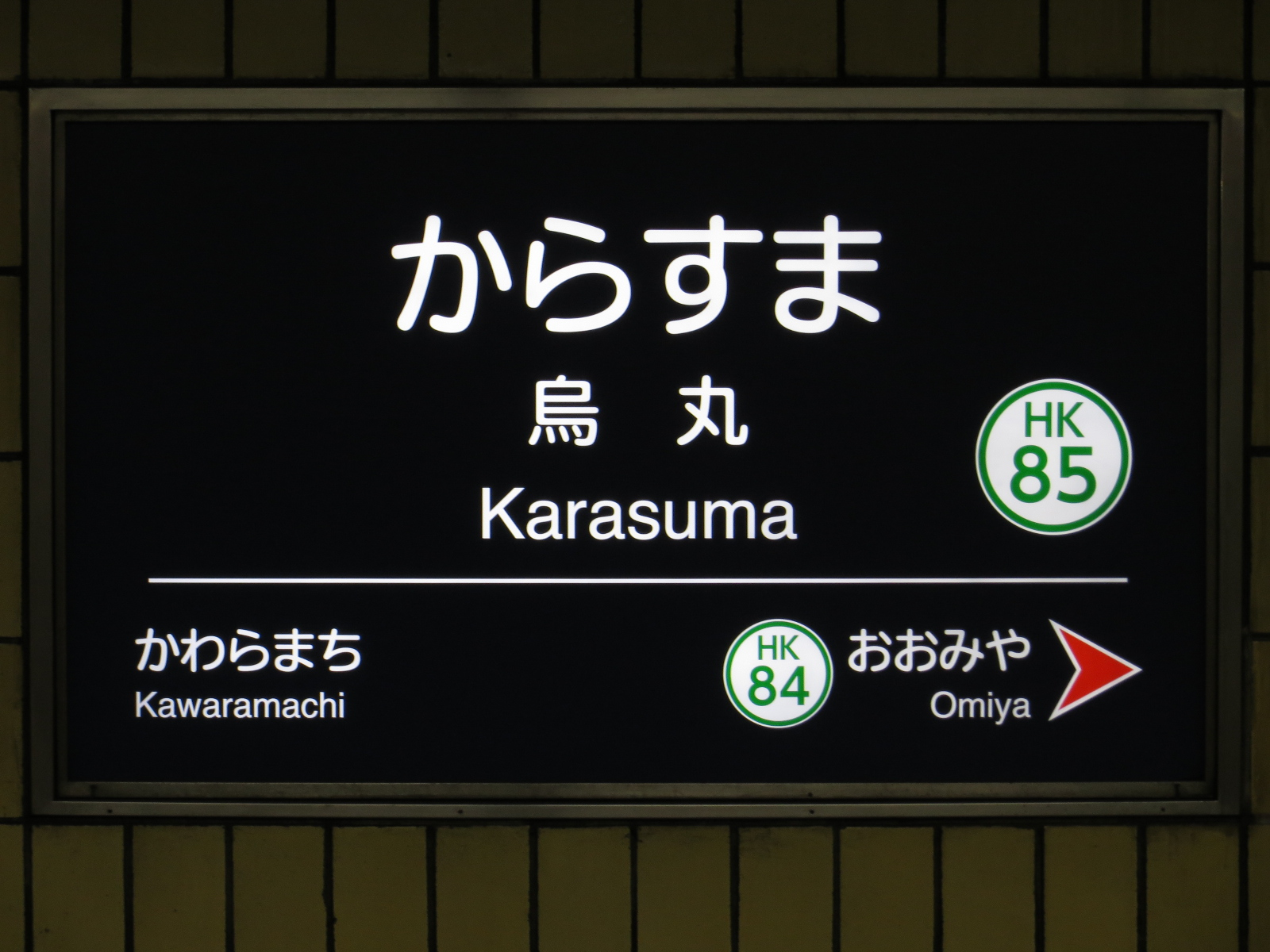
역명판

## 인접역
| 한큐 전철 ■ 교토 본선          | 한큐 전철 ■ 교토 본선                      | 한큐 전철 ■ 교토 본선                    |
| ------------------------------ | ------------------------------------------ | ---------------------------------------- |
| HK-81 가쓰라 오사카우메다 방면 | ■ 쾌속특급 ■ 특급                          | 교토카와라마치 HK-86 교토카와라마치 방면 |
| HK-84 오미야 오사카우메다 방면 | ■ 통근특급 ■ 쾌속급행 ■ 쾌속 ■ 준급 ■ 보통 | 교토카와라마치 HK-86 교토카와라마치 방면 |